# Индустријска област (Лече)
Индустријска област (итал. Area Industriale) је насеље у Италији у округу Лече, региону Апулија.
Према процени из 2011. у насељу је живело 5 становника. Насеље се налази на надморској висини од 87 м.